# Eucomatocera
Eucomatocera is een kevergeslacht uit de familie van de boktorren (Cerambycidae). De wetenschappelijke naam van het geslacht werd voor het eerst geldig gepubliceerd in 1846 door White.

## Soorten
Eucomatocera omvat de volgende soorten:
- Eucomatocera minuta Pu, 1988
- Eucomatocera vittata White, 1846